# Državna cesta D44
D44 je državna cesta u Hrvatskoj. Ukupna duljina iznosi 50,5 km.